# Jean Hubert (constructeur d'avions)
Pour les articles homonymes, voir Hubert et Jean Hubert.
Jean Hubert, né le 4 novembre 1885 et mort le 2 novembre 1927) est un concepteur d'avions et pionnier de l'aviation française. Il a été l'ingénieur en chef de la Société des Avions Bernard.
Jean Hubert est notamment le concepteur de l'avion Bernard SIMB V-2 qui a remporté le record mondial de vitesse en 1924. Il a conçu l'Oiseau Tango et l'Oiseau Canari (dérivé du Bernard-Hubert 190T) qui a effectué la première traversée française sans escale de l'Atlantique Nord.

## Biographie
Jean Hubert est né à Saint-Vaast-la-Hougue (Manche). Il effectue sa scolarité à Cherbourg puis à Lille à l'Institut industriel du Nord (École centrale de Lille) où il est diplômé ingénieur-électricien en 1906.
En 1908, il est l'un des premiers passagers accompagnant Wilbur Wright lors de ses premiers vols français à Auvours. Il acquiert et développe son expérience professionnelle dans la conception d'avions successivement au sein de la société de Robert Esnault-Pelterie puis de Breguet Aviation en 1910.
Au début de la Première Guerre mondiale, il se porte volontaire comme pilote au camp d'aviation d'Avord. Il conçoit plusieurs prototypes de chasseurs et bombardiers et contribue à la mise en route d'une usine de construction d'avions Caudron G.3 et SPAD XIII.
Après la guerre, il rejoint la Société des Avions Bernard où il conçoit plusieurs prototypes d'avions. L'un de ses prototypes, le Bernard SIMB V-2, piloté par Florentin Bonnet battit le record de vitesse en vol le 11 novembre 1924, atteignant 448,171 km/h.
Jean Hubert a conçu le Bernard-Hubert 191 GR, dont la version Oiseau Canari a effectué la première traversée française de l'Atlantique Nord,, réalisant un record du plus long trajet au-dessus d'un océan (5 900 kilomètres),
.
À son décès en 1927, son prototype Oiseau Tango est renommé "Ingénieur Hubert" en son honneur et bat des records de distance parcourue.
Il est inhumé à Paris dans le cimetière des Batignolles (24e division).

## Avions conçus par Jean Hubert

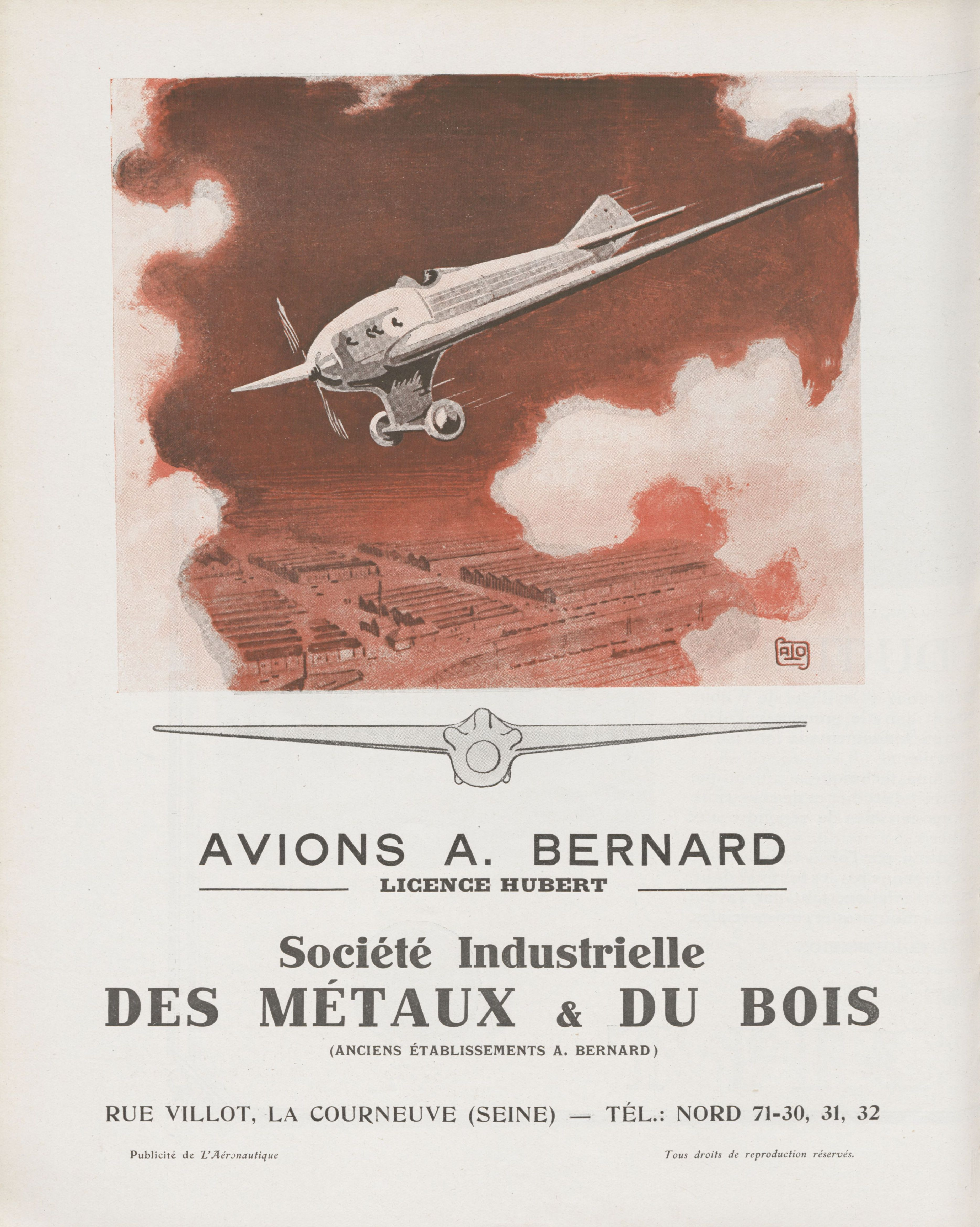
Publicité pour les Avions Bernard-Licence Hubert

- Bernard SIMB V-1 : avion construit en 1924.
- Bernard SIMB V-2 : identique au V.1 mais avec une envergure réduite, un prototype construit en 1924.
- Bernard SIMB V-3 : développement proposé avec un train d'atterrissage rétractable.
- Bernard SIMB AB 10 : révision de AB.C-1, 1924.
- Bernard SIMB AB 14 : avion de combat, un prototype construit en 1925.
- Bernard SIMB AB 15 : avion de combat, un prototype construit en 1926.
- Bernard-Hubert 18T : avion de transport de passagers construit en deux exemplaires en 1927.
- Bernard-Hubert 190T : avion de transport de passagers.
- Bernard-Hubert 191GR : version "Grand Raid" du Bernard-Hubert 190T[14], dont un exemplaire baptisé Oiseau Canari effectue la première traversée française sans escale de l’Atlantique Nord dans le sens Ouest-Est le 13 juin 1929[12] et bat des records de distance parcourue[15].

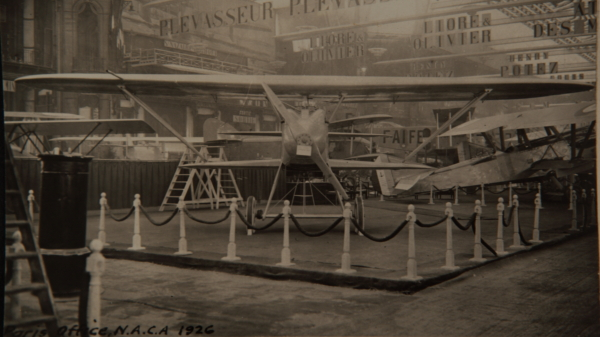
Bernard SIMB AB-15
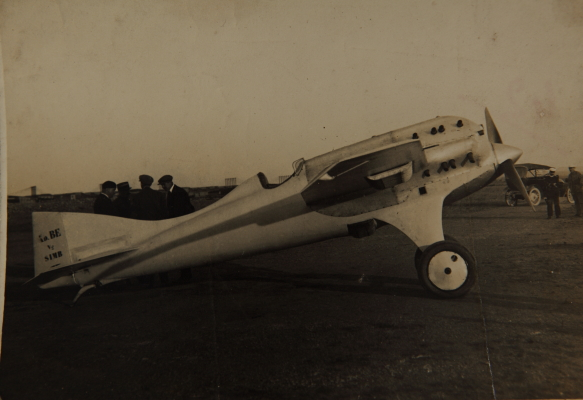
Bernard SIMB V.2
Laulhé (pilote), Hubert (Directeur technique), Tarascon (pilote) et Bernard (PDG), devant le Bernard-Hubert 18T "Oiseau Tango"
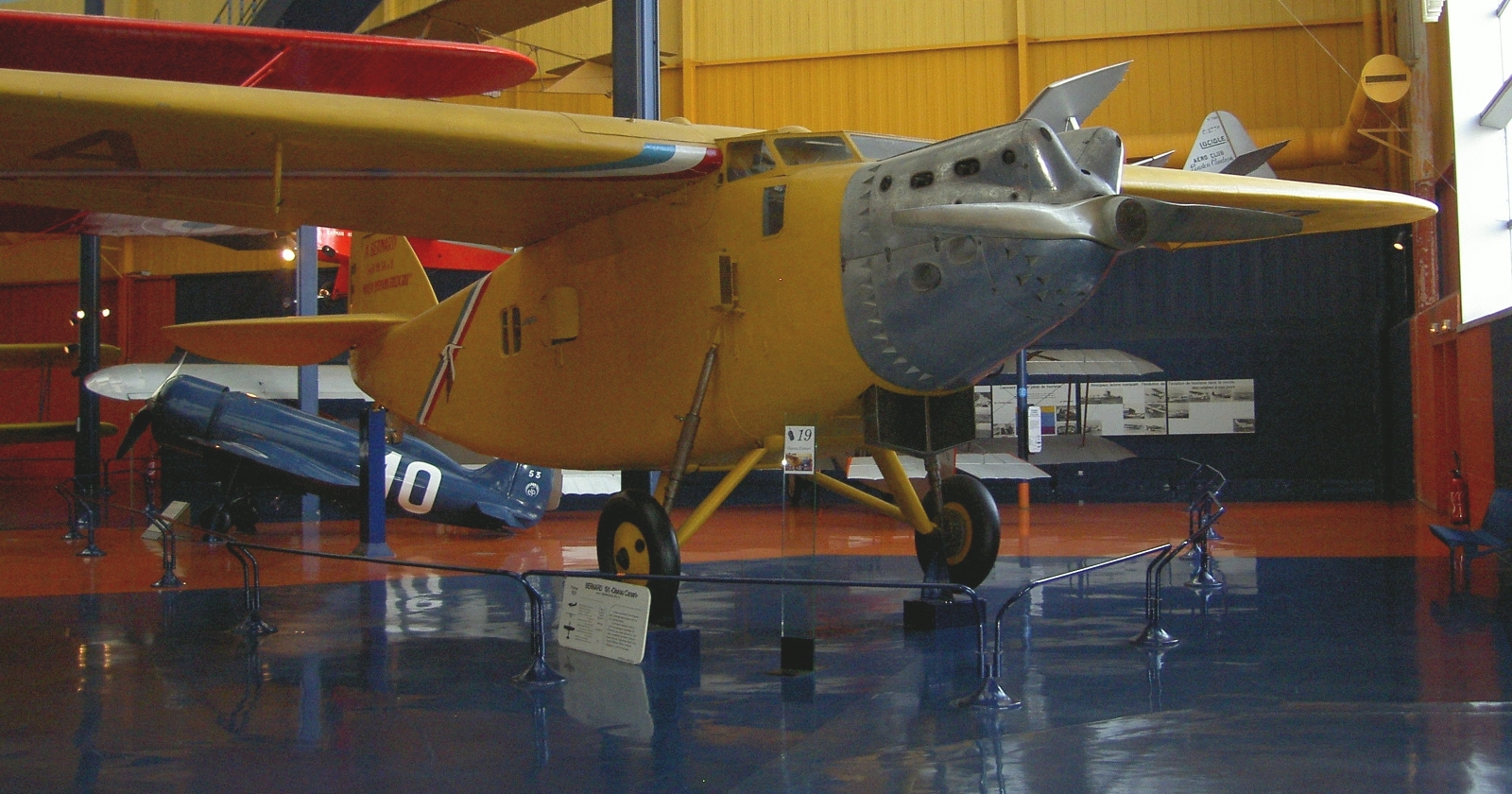
Bernard-Hubert 191GR - Oiseau Canari au Musée de l'air et de l'espace du Bourget